# It's Impossible to Learn to Plow by Reading Books
It's Impossible to Learn to Plow by Reading Books è il primo lungometraggio di Richard Linklater, filmato in Super 8 e montato da lui stesso presso una stazione TV via cavo ad accesso libero. È stato realizzato nel 1988.
Il film dura 85 minuti e si affida a una sceneggiatura minimale e anti-convenzionale, con poco dialogo. Il protagonista (lo stesso Linklater) viaggia attraverso la nazione facendo varie conoscenze e prendendo parte, di tanto in tanto, a eventi e attività che si svolgono nei luoghi in cui capita. Non c'è un filo conduttore vero e proprio, e il personaggio di Linklater non cambia sostanzialmente nel corso del film.
It's Impossible to Learn to Plow by Reading Books non ha mai goduto di un'ampia diffusione, ed è disponibile solo come bonus sul DVD di Slacker della The Criterion Collection.